# Zahrada na Opyši
Zahrada na Opyši je dnes už neexistující zahrada, která patřila mezi Palácové zahrady pod Pražským hradem.

## Základní informace
Tato zahrada patřila k domu Na Opyši číslo 5, nacházela se v areálu Pražského hradu na jihovýchodě ( pod Černou věží a Daliborkou), měla výměru 4184 m² a nadmořskou výšku 245–250 m n. m.

## Historický vývoj
Opyš znamená ohon nebo ocas, čímž je míněn konec skalního ostrohu, na němž je vybudován Pražský hrad. Takhle byla nazývána vinice, kde podle legendy o vinnou révu pečoval sám sv. Václav. Zahradu ohraničovaly ulice Na Opyši a Staré zámecké schody. I když pojmenování Na Opyši vzniklo až po vytvoření Velké Prahy na konci 18. století, je odvozeno od pomístního názvu, jenž se objevuje už ve 12. století. Vedla tudy úvozová cesta k Pražskému hradu. Zmínka pochází z doby Soběslava I., když byl rozšiřován Hrad až na Opyš. Jde o jednu z nejstarších cest, která směřovala od říčního brodu přes Klárov na Hrad. Jelení příkop byl propojen starou brankou se zahradou Na Opyši. Tato zahrada sloužila k soukromým účelům obyvatel domu č. 5 a byla veřejně nepřístupná. V domě Na Opyši číslo 5 – současná Richterova vila – sídlil svého času Klárův ústav slepců založený Aloisem Klarou. K ústavu patřila i Zahrada na Opyši. Po vzniku Československé republiky byla v užívání Kanceláře prezidenta republiky. V zahradě bylo možno zahlédnout jabloně, hrušně a ořešáky, ale i smrky a borovice.

## Současnost
Úzký ostroh, který z jedné strany prudce spadá do Jeleního příkopu a z druhé ke Starým zámeckým schodům, se postupně připravoval k tomu, aby byl poprvé ve své dlouhé historii zpřístupněn veřejnosti. Rozlehlé zahrady, patřící k Richterově vile, se po roce 2006 postupně měnily ve vinici a v roce 2008 byly úpravy dokončeny a ostroh dostal zpět svůj starý název Svatováclavská vinice.